# ASUS Eee Pad TF101
ASUS Eee Pad Transformer TF101（アスース イーパッド　トランスフォーマー　ティーエフイチマルイチ）はAsusによって2011年1月4日に発表された、Androidベースのタブレット型端末である。付属のモバイルキーボードドックを接続して利用できる。

## 概要
タッチパネル液晶は1280×800ドット表示の10.1型ワイドLED IPS液晶を搭載しており、ゴリラガラスを採用している。カメラはフロントに120万画素、バックに500万画素のカメラを搭載している。センサーは電子コンパス、光センサー、加速度センサー、ジャイロスコープ、GPSを搭載している。

### モバイルキーボードドック
モバイルキーボードドックは87キーの日本語キーボード、マルチタッチ対応のタッチパッド、USB2.0ポートを2つ装備している。タブレット側とは別にmicroSD、microSDHC、マルチメディア用カードリーダーも搭載されている。
モバイルキーボードドック側にもバッテリーが搭載されているためタブレットと接続することによって、駆動時間を増やすことが出来る。

## ソフトウェア
発売当時のオペレーティングシステムはAndroid 3.0であったが、2011年7月26日にAndroid 3.1へのアップデートが配信された。さらに、2011年10月19日にAndroid 3.2.1へのアップデートが配信されている。

### プリインストールアプリケーション
- Booklive!Reader
- Polaris Office
- MyContent
- MyDesktop
- @Vibe
- MyNet

## Eee Pad Slider SL101
ASUSはスライドキーボードを一体化させたEee Pad Slider SL101（イーパッド　スライダー　エスエルイチマルイチ）を2011年10月4日に発表、10月8日に日本で発売された。質量は960g。

## Eee Pad TF101-WiMAX
Eee Pad TF101-WiMAXはTF101をベースにWiMAXを搭載したモデルとなる。2012年2月14日にUQコミュニケーションズとASUSが共同で発売すると発表した。発売は2012年2月25日となっている。

## 後継機種について
ASUSはASUS Eee Pad TF201を2011年10月19日に発表した。CPUはNvidiaのTegra 3クアッドコア(Kal-El)を採用している。TF101同様モバイルキーボードドックが付属している。